# Стафілін Плігінського
Стафілін Плігінського (Tasgius pliginskii) — вид комах з родини жуків-хижаків (Staphylinidae). Хижак-ентомофаг.

## Морфологічні ознаки
11–13 мм. Голова, передньоспинка та черевце чорні, блискучі. Верхні щелепи тонкі, серпоподібні, без зубців. Вусики, передні та середні ноги жовто-червоні, передні гомілки, лапки та задні ноги смолисто-бурі.

## Поширення
Кавказ, Закавказзя, південь України. 
На півдні України зустрічався в Херсонській, Миколаївській, Одеській областях та в Криму.

## Особливості біології
Жуки і личинки є активними хижаками, полюють на дрібних безхребетних, особливо комах, яких знаходять серед наносів, сіна та інших рослинних скупчень. Імаго зустрічались біля водоймищ, на солончаках, під сухими наносами з водоростей, очерету та гнилого сіна з квітня до листопада (найбільша чисельність відмічена в останній декаді серпня).

## Загрози та охорона
Вивчення особливостей біології виду, охорона в Чорноморському БЗ та в прибережній смузі Причорномор'я. Збереження ділянок суцільних морських наносів від знищення, можливо, створення окремих ентомологічних заказників.